# Дейтон, Джонатан
Джо́натан Де́йтон (англ. Jonathan Dayton; 16 октября 1760, Элизабеттаун, провинция Нью-Джерси, Британская Америка — 9 октября 1824, Элизабеттаун, штат Нью-Джерси, США) — уроженец Нью-Джерси, самый молодой из тех, кто подписал Конституцию США.

## Биография
По окончании Колледжа Нью-Джерси вступил в Континентальную армию. После войны изучал право, имел адвокатскую практику. Принимал участие в дебатах по Конституции и подписал её, несмотря на критику им отдельных её статей. В 1787—1788 годах он был делегатом от Нью-Джерси на Континентальном конгрессе, куда поехал потому, что его отец, Элиас Дейтон, также делегат Конгресса, поехать туда в то время не смог.
В 1791—1799 в течение четырёх сроков подряд был членом Конгресса США в качестве представителя штата Нью-Джерси, заседал в Палате представителей США. В период 1795—1799 годов, в четвёртый и пятый свои сроки в Конгрессе, он находился в должности спикера Палаты представителей.
В 1799—1805 годах служил в Сенате США.
Его именем назван город Дейтон в штате Огайо.
Дальний родственник Уильяма Дейтона, кандидата на пост вице-президента США на выборах 1856 года.